# 金美廷
金美廷（1971年3月29日—）是一名韩国女子柔道运动员。她在1992年巴塞罗那夏季奥林匹克运动会中，参加了女子柔道比赛并获得72公斤级金牌。